# Cedar Key
Cedar Key è un comune degli Stati Uniti d'America, situato in Florida, nella Contea di Lee.